# Fujiwara no Ritsushi
Fujiwara no Ritsushi, född 1192, död 1248, var en japansk kejsarinna, gift med kejsar Juntoku.